# Dojo Kun
Dojo kun är ett regelverk för hur kampsportare skall uppträda i dojon. Det första kända dojo kun skrevs på Okinawa cirka 1850.
Engagera dig i din egen utveckling, hjälp andra.
Uppträd ödmjukt och respektfullt.
Lojalitet gentemot dojo, chuan fa, kohai och din sensei.
Undvik alltid våld, sök andra vägar